# Vouthon-Bas
Vouthon-Bas ist eine französische Gemeinde mit 40 Einwohnern (Stand 1. Januar 2022) im Département Meuse in der Region Grand Est (bis 2015  Lothringen).

## Geografie
Die Gemeinde liegt rund 30 Kilometer südwestlich von Toul. Nachbargemeinden von Vouthon-Bas sind Amanty im Norden, Taillancourt im Nordosten, Goussaincourt im Südosten und Vouthon-Haut im Süden und Westen.

## Bevölkerungsentwicklung
| Jahr      | 1962 | 1968 | 1975 | 1982 | 1990 | 1999 | 2004 | 2010 | 2019 |
| Einwohner | 84   | 88   | 72   | 63   | 77   | 72   | 61   | 62   | 44   |

## Persönlichkeiten
- Isabelle Rommée (1377–1458), Mutter von Jeanne d’Arc

## Sehenswürdigkeiten

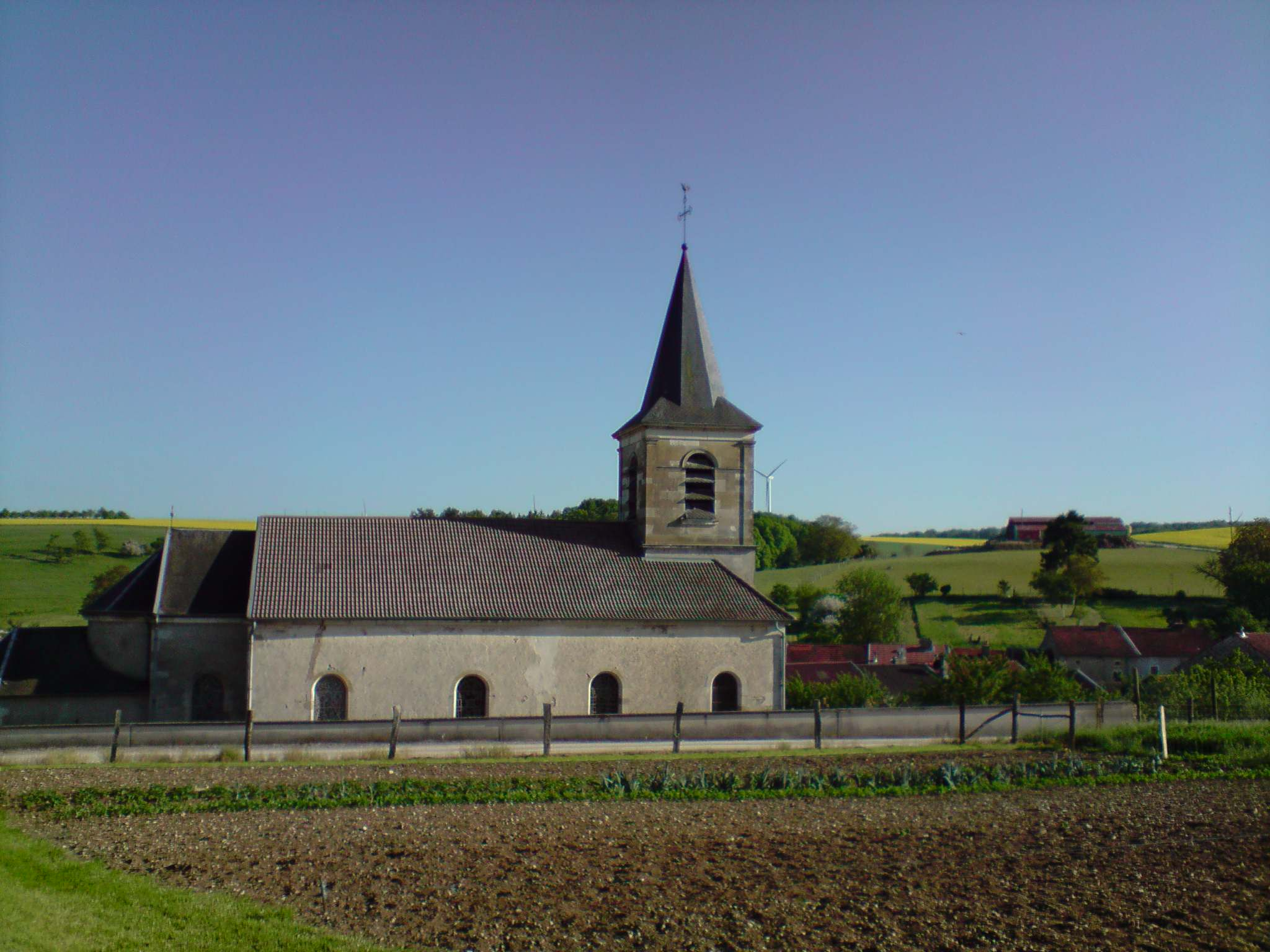
Kirche Saint-Étienne

- Kirche Saint-Étienne